# Фабр, Мариус
Мариус Фабр (фр. Marius Fabre, 18 апреля 1890, Марсель — 16 марта 1945, Париж) — французский шашист, четвёртый чемпион мира по международным шашкам 1926—1928, 1931—1933, чемпион Франции 1922, 1923, 1930.

## Биография
Мариус Фабр родился 18 апреля 1890 года в Марселе. С 13 лет занимался шашками с Луи Рафаэлем, чьим любимым учеником Фабр стал. В 1907 году Фабр занял первое место на турнире в Лионе. Игрой Фабра заинтересовался чемпион мира Исидор Вейс, ставший вторым учителем Фабра после его переезда в Париж. В 1908 году Фабр проиграл Вейсу небольшой матч со счётом −1=2. В марте 1911 года Фабр делит 1-е место с Вольдуби в чемпионате Парижа и затем выигрывает у Вольдуби дополнительный матч со счётом +1=2. Главные спортивные успехи Фабра пришлись на период после Первой мировой войны. В 1920 году Фабр побеждает в чемпионате Парижа, опередив Станисласа Бизо и Вейса. В 1920 и 1921 годах Фабр совершил два турне по Нидерландам, в ходе которых продемонстрировал преимущество в игре с большинством местных шашистов, но проиграл в 1921 году матч Якобу де Гаазу (+1-2=4). В 1921 году Фабр побеждает в отборочном соревновании за право сыграть матч с чемпионом Франции Альфредом Молимаром. Матч состоялся в январе 1922 года, Фабр победил со счётом +3-2=5 и стал чемпионом Франции. В следующем году Фабр успешно отстоял завоёванный титул, выиграв у Молимара матч-реванш (+1=9). В 1925 году, Фабр занял второе место на чемпионате мира в Париже и получил право вызвать на матч чемпиона мира Станисласа Бизо. Матч состоялся в Париже с 16 по 20 июня 1926 года на большинство из десяти партий. Фабр победил в матче со счётом +4-2=4 и стал четвёртым чемпионом мира. В чемпионате мира 1928 года в Амстердаме Фабр занял четвёртое место и уступил титул чемпиона мира Бенедикту Шпрингеру. В 1930 году Фабр отстоял в матче против Луи Сигаля титул чемпиона Франции (+5-1=4). В 1931 году занял первое место на чемпионате мира в Париже, в котором участвовали только представители Франции. (В Нидерландах этот чемпионат не признали и до 1934 года считали чемпионом мира Бенедикта Шпрингера.) В следующем году Фабр выиграл матч за звание чемпиона мира у молодого Мориса Райхенбаха (+2-1=7). Но в 1933 году уже Райхенбах с тем же счётом (+2−1=7) выиграл новый матч у Фабра и был провозглашён во Франции шестым чемпионом мира. В 1935 году Фабр побеждает в очередном чемпионате Парижа. Во второй половине 30-х годов Фабр из-за тяжёлой болезни перестал участвовать в соревнованиях. В марте 1945 года Мариус Фабр скончался в своём доме в Париже.
Имя Фабра носят дебют Фабра и стандартная комбинация удар Фабра, которые были Фабром введены в широкую практику.
Помимо шашек Фабр занимался искусством и был великолепным художником.

## Основные турнирные и матчевые результаты Фабра
- 1907 Лион, турнир: 1 место
- 1908 матч с И. Вейсом: +0-1=2
- 1909 Париж, международный турнир: 5-6 место
- 1910 чемпионат Парижа: 4 место
- 1910 Лион, чемпионат Франции: 5-6 место
- 1910 матч с Я. де Гаазом: +0-4=2
- 1911 чемпионат Парижа: 1 место (после дополнительного матча с Вольдуби +1-0=2)
- 1911 матч за звание чемпиона Парижа с Вольдуби: +1-4=5
- 1911 Марсель, турнир-гандикап: 2 место
- 1912 Роттердам, чемпионат мира: 6 место
- 1917 матч с Ж. Гарутом +3-1=2
- 1917 матч с Ж. Гарутом +1-1=1
- 1917 матч с Л. Рафаэлем +0-0=3
- 1917 матч с Ж. Гарутом +4-0=4
- 1917 матч с М. Боннаром +1-1=1
- 1917 матч с Л. Рафаэлем +2-0=1
- 1920 чемпионат Парижа: 1 место
- 1921 матч с Я. де Гаазом: +1-2=4
- 1921 Париж, 1-й отборочный тур чемпионата Франции: 1 место
- 1921 Париж, полуфинал чемпионата Франции: 1 место
- 1922 матч за звание чемпиона Франции с А. Молимаром: +3-2=5
- 1923 матч с Б. Шпрингером: +0-2=7
- 1923 матч за звание чемпиона Франции с А. Молимаром: +1-0=9
- 1924 матч с Ж. Гарутом +0-0=3
- 1925 матч с А. Жиру: +4-1=3
- 1925 Париж, чемпионат мира: 2 место
- 1926 матч за звание чемпиона мира с С. Бизо: +4-2=4
- 1927 матч с Б. Шпрингером: +0-2=6
- 1927 Париж, матч-турнир: 3 место
- 1927 Матч с А. Молимаром: -1+0=4
- 1927 Матч с А. Молимаром в рапид: +2-2=7
- 1928 Чемпионат Парижа: 1 место
- 1928 Марсель, международный турнир: 3 место
- 1928 Амстердам, чемпионат мира: 4-6 место
- 1929 Чемпионат Парижа: 2 место
- 1930 Чемпионат Парижа: 2 место
- 1930 матч за звание чемпиона Франции с Л. Сигалем: +5-1=4
- 1931 Париж, чемпионат мира: 1 место
- 1932 матч за звание чемпиона мира c М. Райхенбахом: +2-1=7
- 1933 матч за звание чемпиона мира с М. Райхенбахом: −2+1=7
- 1935 чемпионат Парижа: 1 место